# William Veysy
William Veysy est un briqueteur et parlementaire anglais du XVe siècle.

## Biographie
Fabricant de briques, ses origines sont inconnues. Il se peut qu'il ait appris son métier en Allemagne. Il est chargé de fournir les briques pour divers travaux voulus par le roi Henri VI, dont l'agrandissement du palais de Sheen, la construction du collège d'Eton ou encore des travaux sur la tour de Londres. Il serait également responsable de la construction de la « Cour verte » du château de Herstmonceux dans le Sussex, pour le compte de Sir Roger Fiennes, trésorier du roi. Durant les travaux à Eton il se lie d'amitié avec John Somerset, physicien et tuteur du jeune roi puis chancelier de l'Échiquier.
En 1441, il est nommé co-responsable de la vérification de la qualité de toute production de bière dans le royaume, un poste nouvellement créé pour lui. Il occupe cette fonction jusqu'au renversement d'Henri VI en 1461. C'est sans doute grâce à ses rapports avec John Somerset qu'il parvient à être élu député de Lyme Regis au parlement de février 1449, puis de Wareham à celui de novembre de cette même année. Il retombe dans l'obscurité à la fin de sa vie, et la date de sa mort n'est pas connue.